# Партизанське (Сарненський район)
Партиза́нське (раніше — Пузня) — село в Україні, у Сарненському районі Рівненської області. Підпорядковується Висоцькій сільській громаді. Населення становить 216 осіб (2011).

## Назва
До 1965[джерело?] року називалося Пузня, Пузні. Польською мовою згадується як Póznia, російською — як Пузня.

## Географія
Лежить на шляху між селами Людинь і Золоте.[джерело?]
Згідно з дослідженням 2017 року, за яким оцінювалися масштаби антропогенної трансформації території Дубровицького району внаслідок несанкціонованого видобутку бурштину, екологічна ситуація села характеризувалася як «сприятлива».

### Клімат
Клімат у селі вологий континентальний («Dfb» за класифікацією кліматів Кеппена). Опадів 607 мм на рік. Найменша кількість опадів спостерігається в березні й сягає у середньому 28 мм. Найбільша кількість опадів випадає в червні — близько 88 мм. Різниця в опадах між сухими та вологими місяцями становить 60 мм. Пересічна температура січня — -5,6 °C, липня — 18,6 °C. Річна амплітуда температур становить 24,2 °C.
| Клімат Партизанського             | Клімат Партизанського | Клімат Партизанського | Клімат Партизанського | Клімат Партизанського | Клімат Партизанського | Клімат Партизанського | Клімат Партизанського | Клімат Партизанського | Клімат Партизанського | Клімат Партизанського | Клімат Партизанського | Клімат Партизанського | Клімат Партизанського |
| Показник                          | Січ.                  | Лют.                  | Бер.                  | Квіт.                 | Трав.                 | Черв.                 | Лип.                  | Серп.                 | Вер.                  | Жовт.                 | Лист.                 | Груд.                 | Рік                   |
| Середній максимум, °C             | −2,6                  | −1,3                  | 3,4                   | 12,4                  | 19,3                  | 22,9                  | 23,9                  | 23,1                  | 18,2                  | 11,8                  | 4,8                   | 0,0                   | 11,3                  |
| Середня температура, °C           | −5,6                  | −4,5                  | −0,3                  | 7,5                   | 13,7                  | 17,5                  | 18,6                  | 17,7                  | 13,2                  | 7,8                   | 2,3                   | −2,5                  | 7,1                   |
| Середній мінімум, °C              | −8,5                  | −7,7                  | −3,9                  | 2,7                   | 8,2                   | 12,1                  | 13,3                  | 12,3                  | 8,3                   | 3,8                   | −0,2                  | −5                    | 2,9                   |
| Норма опадів, мм                  | 36                    | 29                    | 28                    | 41                    | 56                    | 88                    | 81                    | 64                    | 57                    | 45                    | 41                    | 41                    | 607                   |
| --------------------------------- | --------------------- | --------------------- | --------------------- | --------------------- | --------------------- | --------------------- | --------------------- | --------------------- | --------------------- | --------------------- | --------------------- | --------------------- | --------------------- |
| Джерело: Climate-Data.org (англ.) |                       |                       |                       |                       |                       |                       |                       |                       |                       |                       |                       |                       |                       |

## Історія
У 1861 році жителі села були приписними до Різдво Богородичної православної церкви м. Дубровиця, яку побудував Віктор Ігнатович де — Бройль Плятер, власник міста.[джерело?]
До 1917 року село входило до складу Російської імперії. У 1906 році село входило до складу Висоцької волості Рівненського повіту Волинської губернії Російської імперії. У 1918—1920 роки нетривалий час перебувало в складі Української Народної Республіки.
З 1920 по вересень 1921 року в селі діяв сільський революційний комітет на чолі з Хомичем Трохимом (голова), товариш Ромаш Прокіп, секретар Хомич Опанасій. Тоді в селі було 43 селянських господарства, у яких мешкали 253 особи. Земля була такою: під садибами — 6 десятин, під вигонами — 19 десятин, орна земля — 61 десятина, сіножаті — 60 десятин, під озерами, болотами і дорогами — 2 десятини. Під час формування Висоцького волосного народного суду кандидатом на посаду слідчого суду був місцевий селянин Хомич Йосип Фадейович, 49 років від народження.[джерело?]
У 1921—1939 роки входило до складу Польщі. У 1921 році село входило до складу гміни Висоцьк Сарненського повіту Поліського воєводства Польської Республіки. 1 січня 1923 року розпорядженням Ради Міністрів Польщі Висоцька гміна вилучена із Сарненського повіту і включена до Столінського повіту. У 1935 році село Пузня разом із селом Людинь та хутором Низини належало до громади Людинь гміни Висоцьк Поліського воєводства.
Починаючи з 1923 року, у селі діє підпільний осередок КПЗБ. Він був одним з найактивніших у Висоцькій гміні завдяки Ромашу Олександру (Олесю), Хомі Хомичу, Івану Прокоповичу Ромашу, Павлу Степановичу Хомичу та іншим.[джерело?]
З 1939 року — у складі Дубровицького району Рівненської області УРСР. У роки Другої світової війни деякі мешканці села долучилися до національно-визвольної боротьби.
Під час Другої світової війни в селі діяло партійне підпілля на чолі з Хомою Хомичем. На фронті також воювали жителі села і серед них: Янковський Степан Федорович 1899 р.н., Хомич Панас Федорович, 1922 р.н. та інші. В ніч на 11 липня 1943 року оунівці замордували 13 жінок і дітей і серед них депутата Верховної Ради Української РСР Килину (Акилину) Панасівну Хомич з дитиною, матір'ю та братом.[джерело?]
В селі працювали: головою сільради працює з 20.01.1945 року Ромаш Іван Прокопович, 05.01.1914 р.н.; секретарем Кохан Іван Ігнатович, 1897 р.н.; дільничним уповноваженим — Хомич Іван Миколайович. 1922 р.н.; головою споживчого товариства Хомич Григорій Петрович, 1922 р.н.; продавцем — Хомич Юлія Олександрівна 1926 р.н. Проводиться колективізація приватних господарств села і головою правління колгоспу ім. Чапаєва працює Хомич Петро Власович, 1902 р.н. Членами колгоспу стали родини: Хомич Домна Тимофіївна, 1908 р.н. (1 чол); Трум Дмитро Мойсейович, 1879 р.н. (5 чол.); Швед Павлина Амбросіївна, 1906 р.н. (3 чол.); Янковський Афанасій Олексійович, 1930 р.н. (1 чол.); Спевак Семен Кирилович 1902 р.н. (9 чол.); Хомич Марія Трофимофіївна, 1925 р.н.(1чол.); Ромаш Надія Іванівна, 1926 р.н. (3 чол.); Фомич Катерина Яківна, 1901 р.н.(4 чол.); Хомич Іван Іванович,1928 р.н.(2чол.); Трум Сергій Дмитрович,1911 р.н. (3 чол.); Хомич Мотрона Йосипович, 1888 р.н. (2 чол.). У 1946 році в селі проживає 262 жителі. У 1947 році вібдулися вибори до Висоцької районної ради. Районним депутатом від села став Ромаш Іван Прокопович. В жовтні місяці розпочинає свою роботу Заморочнянське лісництво, контора якого розташовується тут. Для послуг жителів села є клуб, Фап, магазин змішаних товарів.[джерело?]
Відповідно до прийнятої в грудні 1989 року постанови Ради Міністрів УРСР у Партизанському реєструвалися одиничні проби, що перевищують тимчасово допустимі рівні вмісту радіоактивних речовин в молоці корів особистих підсобних господарств; село занесене до переліку населених пунктів, які зазнали радіоактивного забруднення внаслідок аварії на Чорнобильській АЕС, жителям виплачувалася грошова допомога. Згідно з постановою Кабінету Міністрів Української РСР, ухваленою в липні 1991 року, село належало до зони гарантованого добровільного відселення. На кінець 1993 року забруднення ґрунтів становило 4,1 Кі/км² (137Cs + 134Cs), молока — 3,67 мКі/л (137Cs + 134Cs), картоплі — 0,72 мКі/кг (137Cs + 134Cs), сумарна доза опромінення — 159 мбер, з якої: зовнішнього — 53 мбер, загальна від радіонуклідів — 106 мбер (з них Cs — 95 мбер).
22 червня 2023 року рішенням Національної комісії зі стандартів державної мови віднесено до списку населених пунктів, які «можуть не відповідати лексичним нормам української мови», зокрема стосуватися «російської імперської чи колоніальної політики». Громаді рекомендовано запропонувати нову назву в установленому законодавством порядку.

## Населення
Станом на 1859 рік, у власницькому селі Пузня налічувалося 11 дворів та 75 жителів (38 чоловіків і 37 жінок), усі православні. Станом на 1906 рік у селі було 20 дворів та мешкало 176 осіб.
За переписом населення Польщі 10 вересня 1921 року в селі налічувалося 44 будинки та 251 мешканець, з них: 108 чоловіків та 143 жінки; 246 православних, 4 юдеї та 1 римо-католик; 246 українців (русинів), 4 євреї та 1 поляк.
Згідно з переписом УРСР 1989 року чисельність наявного населення села становила 221 особа, з яких 100 чоловіків та 121 жінка. На кінець 1993 року в селі мешкало 212 жителів, з них 42 — дітей.
За переписом населення України 2001 року в селі мешкало 205 осіб. 100 % населення вказало своєю рідною мовою українську мову. Станом на 1 січня 2011 року населення села становить 216 осіб.

### Вікова і статева структура
Структура жителів села за віком і статтю (станом на 2011 рік):
| Вік   | Чоловіків | Жінок | Разом |
| ----- | --------- | ----- | ----- |
| 0-17  | 31        | 32    | 63    |
| 18-39 | 30        | 23    | 53    |
| 40-59 | 26        | 17    | 43    |
| 60+   | 14        | 43    | 57    |
| Разом | 101       | 115   | 216   |

### Соціально-економічні показники
| Працездатне населення | Працездатне населення | Працездатне населення | Працездатне населення | Працездатне населення | Працездатне населення | Непрацездатне населення | Непрацездатне населення | Непрацездатне населення | Непрацездатне населення | Непрацездатне населення | Непрацездатне населення | Все населення |
| Чоловіки              | Чоловіки              | Жінки                 | Жінки                 | Разом                 | Разом                 | Чоловіки                | Чоловіки                | Жінки                   | Жінки                   | Разом                   | Разом                   | 216           |
| ос.                   | %                     | ос.                   | %                     | ос.                   | %                     | ос.                     | %                       | ос.                     | %                       | ос.                     | %                       | 216           |
| --------------------- | --------------------- | --------------------- | --------------------- | --------------------- | --------------------- | ----------------------- | ----------------------- | ----------------------- | ----------------------- | ----------------------- | ----------------------- | ------------- |
| 60                    | 27                    | 43                    | 19                    | 103                   | 47                    | 47                      | 21                      | 69                      | 31                      | 116                     | 53                      | 216           |

| Зайняті  | Зайняті  | Зайняті | Зайняті | Зайняті | Зайняті | Безробітні | Безробітні | Безробітні | Безробітні | Безробітні | Безробітні | Все населення |
| Чоловіки | Чоловіки | Жінки   | Жінки   | Разом   | Разом   | Чоловіки   | Чоловіки   | Жінки      | Жінки      | Разом      | Разом      | 216           |
| ос.      | %        | ос.     | %       | ос.     | %       | ос.        | %          | ос.        | %          | ос.        | %          | 216           |
| -------- | -------- | ------- | ------- | ------- | ------- | ---------- | ---------- | ---------- | ---------- | ---------- | ---------- | ------------- |
| 8        | 2        | 10      | 2       | 18      | 3       | 166        | 32         | 128        | 24         | 294        | 56         | 216           |

| Дорослі | Діти | Пенсіонери | Інваліди Німецько-радянської війни | Учасники бойових дій | Інваліди всіх груп і категорій | Люди, які обслуговуються служб. соц. допом. на дому | Неповні сім'ї | Діти з неповних сімей | Багатодітні сім'ї | Діти з багатодітних сімей | Діти-інваліди | Діти-сироти | Одинокі багатодітні матері |
| ------- | ---- | ---------- | ---------------------------------- | -------------------- | ------------------------------ | --------------------------------------------------- | ------------- | --------------------- | ----------------- | ------------------------- | ------------- | ----------- | -------------------------- |
| 151     | 69   | 57         | -                                  | -                    | 17                             | 8                                                   | -             | -                     | 6                 | 19                        | -             | -           | -                          |

## Політика

### Органи влади
Місцеві органи влади представлені Людинською сільською радою.

### Вибори
Село входить до виборчого округу № 155. У селі розташована виборча дільниця № 560271. Станом на 2011 рік кількість виборців становила 147 осіб.

## Культура
У селі працює Партизанський сільський клуб на 80 місць.

## Релігія
У першій половині XIX століття село належало до греко-католицької парафії церкви Різдва Богородиці містечка Домбровиця Ровенського повіту, а в 1840-х роках та другій половині XIX століття — до православної парафії церкви Різдва Пречистої Богородиці містечка Домбровиця Домбровицької волості.

## Відомі люди
- Ромаш Домна Сидорівна — жителька села Партизанське. Народила і виховала 9 дітей. Нагороджена орденами: «Материнська Слава» ІІ ст. (Указ Президії Верховної Ради СРСР від 06.04.1981 року), «Материнська Слава» І ст. (Указ Президії Верховної Ради СРСР від 24.09.1985 року);
- Ромаш Єва Кирилівна — жителька села Партизанське. Народила і виховала 7 дітей. Нагороджена орденом «Материнська Слава» ІІІст. (Указ Президії Верховної Ради СРСР від 07.03.1973 року);
- Хомич Акулина (Килина) Панасівна (1913 — 11.07.1943рр) — депутат Верховної Ради УРСР 1-го скликання 1940 року за результатами виборів від Висоцької виборчої округи № 346. Брала активну участь у роботі Верховної Ради. Брала участь в четвертій сесії Верховної Ради 25 травня 1940 року у м. Києві, п'ятої сесії — восени 1940 року, шостої — у травні 1941 року. Від евакуації відмовилася. Брала участь у партизанському русі. Була членом партизанського загону М. Мисюри з 01.03.1943 року. Загинула в ніч на 11 липня 1943 року від рук ОУН — УПА разом з грудною дитиною, матір'ю та братом.
- Хомич Ярина Кіндратівна — жителька села Пузні (тепер Партизанське). Народила і виховала 7 дітей. Нагороджена орденом «Материнська Слава» 111 ст. (Указ Президії Верховної ради СРСР від 29.05.1947 року).
- Список жителів села Партизанське, які загинули на фронтах Другої світової війни. [Архівовано 21 березня 2018 у Wayback Machine.]
- Список жителів села Партизанське, які загинули від рук ОУН-УПА в 1942—1951 роках. [Архівовано 21 березня 2018 у Wayback Machine.]

#### Офіційні дані та нормативно-правові акти
- Паспорт Дубровицького району (станом на 1 січня 2011 року) (doc). Дубровицька районна рада. Архів оригіналу за 10 лютий 2015. Процитовано 16 жовтня 2019.

#### Мапи
- Історичний Атлас України / Гол. ред. Л. Винар; Упорядн.: І. Тесля, Е. Тютько. Українське історичне товариство. — Монреаль; Нью-Йорк; Мюнхен, 1980. — 182 с.